# Deymedere
Deymedere är en ort i Azerbajdzjan.   Den ligger i distriktet Oğuz Rayonu, i den centrala delen av landet, 210 km väster om huvudstaden Baku. Deymedere ligger 405 meter över havet och antalet invånare är 501.
Terrängen runt Deymedere är varierad. Närmaste större samhälle är Nic, 9,6 km öster om Deymedere. 
Trakten runt Deymedere består till största delen av jordbruksmark. Runt Deymedere är det ganska glesbefolkat, med 34 invånare per kvadratkilometer.